# 富蘭克林縣 (德克薩斯州)
富蘭克林縣（英語：Franklin County）是美國德克薩斯州東北部的一個縣。面積763平方公里。根據美國2000年人口普查，共有人口9,458人。縣治弗農山（Mount Vernon）。
成立於1875年。縣名據信紀念州議員本傑明·克倫威爾·富蘭克林。